# BMP (Parijs)
BMP is een historisch motorfietsmerk.
De bedrijfsnaam was: Buraglini, Paris.
Dit Franse merk werd in 1911 als auto- en motorwerkplaats opgericht.
In 1933 begon Buraglini zelf motorfietsen te maken. Ze waren voorzien van JAP- en Rudge-Python motoren.